# Saint-Front (Alta Loira)
Saint-Front è un comune francese di 477 abitanti situato nel dipartimento dell'Alta Loira della regione dell'Alvernia-Rodano-Alpi.

## Monumenti e luoghi d'interesse

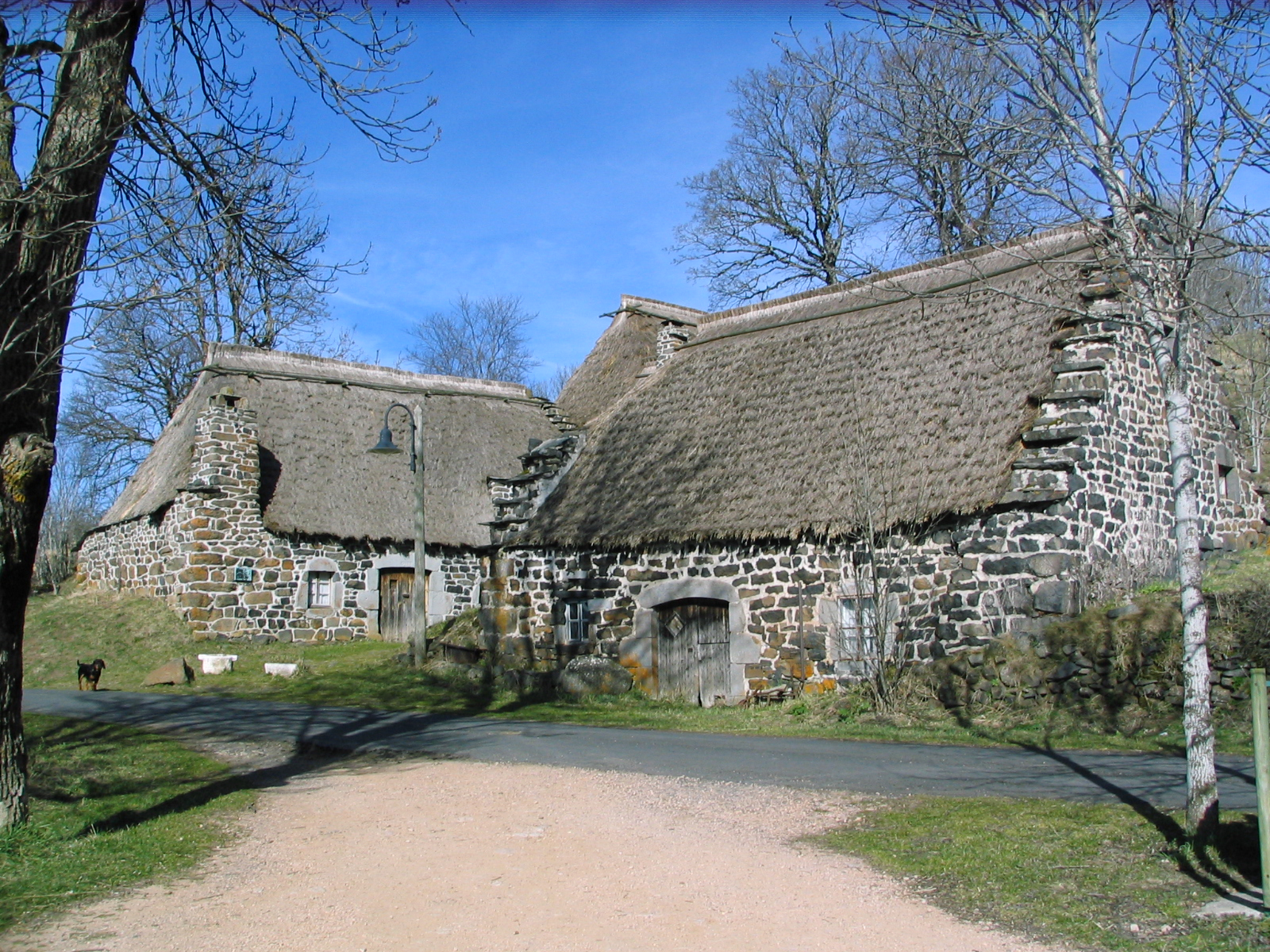
Abitazione tipica del Mezenc.

Bigorre, una frazione del comune di Saint-Front, è uno degli ultimi agglomerati le cui abitazioni sono realizzate in pietra con una copertura in stoppie o in lastre di pietra. Questa tecnica costruttiva è tipica degli altipiani del Mézenc. I tetti fortemente spioventi riparano dai forti venti che nell'inverno spazzano queste terre come nelle steppe.

## Società

### Evoluzione demografica
Abitanti censiti